# Parafia św. Mikołaja Biskupa w Rudołowicach
Parafia św. Mikołaja Biskupa w Rudołowicach – parafia rzymskokatolicka znajdująca się w archidiecezji przemyskiej w dekanacie Pruchnik. Erygowana w 1393. Jest prowadzona przez księży archidiecezjalnych. Mieści się pod numerem 193.

## Historia
W 1393 roku Mikołaj Mzurowski ufundował kościół drewniany w Rudołowicach i została erygowana parafia. W 1446 roku parafię przejęli Bożogrobcy. Sprawowali nad nim pieczę do XVIII wieku. W 1624 roku podczas najazdu Tatarzy spalili kościół i wzięli w jasyr wikarego ks. Stanisława Radziejowicza. W 1646 roku staraniem ks. Marcina z Brzeska CSsSH zbudowano obecny murowany kościół, który w 1710 roku konsekrował pw. św. Mikołaja Biskupa bp Paweł Konstanty Dubrawski. W 1763 roku podczas pożaru plebanii zginął wikary ks. Walerian Ziębowicz CSsSH. 
W 1805 roku parafię przejęli księża diecezjalni. W 1894 roku wnętrze kościoła zostało odnowione. W 1899 roku podjęto decyzję o przebudowie kościoła. W latach 1903–1905 kościół został rozbudowany, a w 1905 roku poświęcony.
Na terenie parafii jest 2 400 wiernych (w tym: Rudołowice – 1 350, Bystrowice – 510, Roźwienica – 540).

## Proboszczowie parafii
Opracowano na podstawie:
- 1792–1801 – ks. Franciszek Kubitowski CSsSH.
- 1775–1804 – ks. Adam Sopoćko CSsSH.
- 1805–1824 – ks. Ludwik Olszański CSsSH[6][7].
- 1824–1825 – ks. Jan Waligórski (administrator).
- 1825–1854 – ks. Walenty Włoszyński[8].
- 1853–1854 – ks. Vincenty Sepulak.
- 1854 – ks. Paweł Grabień.
- 1855–1894 – ks. Aleksander Zacharski.
- 1894 – ks. Antoni Jarosz (adminitrator excurrendo).
- 1894–1910 – ks. Feliks Stelcel.
- 1910 – ks. Stanisław Sienicki.
- 1910–1954 – ks. Stanisław Lechicki[9][10][11].
- 1954–1982 – ks. Andrzej Piasecki[12][13][14].
- 1982–2015 – ks. Bernard Guzy[15].
- od 2015 – ks. Mirosław Mateja.

## Kościoły filialne
- Bystrowice – W latach 1984–1987 zbudowano kościół filialny, według projektu arch. inż. Henryka Sobolewskiego. 23 sierpnia 1987 roku bp Ignacy Tokarczuk poświęcił kościół pw. Matki Bożej Królowej Polski[3].
- Roźwienica – W 1907 roku staraniem Jadwigi Poleskiej, przybyły siostry Służebniczki starowiejskie. W ochronce znajdowała się kaplica publiczna. W 1989 roku siostry opuściły Roźwienicę. W latach 1981–1982 kaplica sióstr została rozbudowana i zaadaptowana na kościół filialny, według projektu arch. inż. Stanisława Urbana. 22 maja 1982 roku bp Ignacy Tokarczuk poświęcił kościół pw. Podwyższenia Krzyża Świętego[3].